# Корно-Джовіне
Корно-Джовіне (італ. Corno Giovine) — муніципалітет в Італії, у регіоні Ломбардія,  провінція Лоді.
Корно-Джовіне розташоване на відстані близько 410 км на північний захід від Рима, 80 км на південний схід від Мілана, 50 км на південний схід від Лоді.
Населення — 1186 осіб (2014).
Щорічний фестиваль відбувається 3 лютого. Покровитель — святий Власій.

## Демографія
Населення за роками:

Станом на 1 січня 2023 року в муніципалітеті офіційно проживав 131 іноземець з 22 країн, серед них 31 громадянин країн Євросоюзу та 2 громадяни України.

## Сусідні муніципалітети
- Казелле-Ланді
- Корновеккьо
- Малео
- П'яченца
- Санто-Стефано-Лодіджано